# 세총통
세총통(細銃筒)은 세종 14년에 창제된 휴대 총통으로, 지금까지 우리 나라에서 개발된 총통 중에서 가장 작다. 이는 국조오례의서례의 병기도설 조에 화기의 크기에 따라, 총통완구, 장군화통, 일총통, 이총통, 삼총통, 팔전총통, 사전총통, 사전장총통, 세총통의 순서로 서술되는 점으로 알 수 있다. 세종통에 관한 첫 기록은 다음과 같이 확인된다.
| “ | 전일에 아뢰기를 '정탐꾼은 비록 몸은 작은 총통을 지니고 있을지라도 창졸간에 쏘지 못하니 만들 필요가 없습니다'라고 하였으나, 군기감에서 만든 세종통으로 시험하니 지니기와 쏘기에 모두 편리하였다. 비록 정탐군이 쓰기에 합당하지 못할지라도 적과 서로 마주하여 싸울 적에는 말 위에서 많이 가지고 각자가 쏘면 매우 편리하고 유익하며, 위급할 즈음에는 어린이와 여자라도 가지고 쏠 수 있기 때문에, 이제 세종통 150여개와 피령전 1,000개, 철전 1,500개를 보내니 마땅한 대로 사용하라. | ” |
|   | — 세종실록, 세종 19년 6월조 |   |

이를 통하여 세종통은 크기가 아주 작아서 마상에서 쏘기에 적합할 정도이며, 그 유지와 조작도 쉬워서 아녀자와 어린이도 사용할 수 있다는 점을 알 수 있다. 이런 휴대와 발사가 간편한 소형화기의 발달은 화기를 수성용만이 아니라 행진용으로도 사용을 확대하였던 사실을 대변한다. 그리고 그 출현의 역사적 배경은 승자총통과 사실상 마찬가지로 북방의 여진족의 내침과 그에 대한 방어에 있다.
 본 문서에는 서울특별시에서 지식공유 프로젝트를 통해 퍼블릭 도메인으로 공개한 저작물을 기초로 작성된 내용이 포함되어 있습니다.